# Wardha (huyện)
Huyện Wardha là một huyện thuộc bang Maharashtra, Ấn Độ. Thủ phủ huyện Wardha đóng ở Wardha. Huyện Wardha có diện tích 6309 ki lô mét vuông. Đến thời điểm năm 2001, huyện Wardha có dân số 1230640 người.